# Tomasz Wybranowski
Tomasz Wybranowski (ur. 14 lutego 1972 w Tomaszowie Lubelskim) – polski dziennikarz radiowy i prasowy, krytyk muzyczno-literacki, publicysta, poeta, a także dyrektor muzyczny Radia Wnet FM. 

## Życiorys
Urodził się w Tomaszowie Lubelskim, dorastał w Wożuczynie (gmina Rachanie). Ukończył Liceum Ogólnokształcące im. Bartosza Głowackiego w Tomaszowie Lubelskim („liceum na górce”). 
Absolwent Uniwersytetu Marii Curie-Skłodowskiej w Lublinie na kierunku polonistyka o specjalności edytorsko-medialnej. Obecnie doktorant macierzystej uczelni na Wydziale Nauk Politycznych. Związany jest z Radiem Wnet FM, gdzie będąc dyrektorem muzycznym prowadzi m.in. audycję "Muzyczna Polska Tygodniówka".
Debiutował jako 13-latek recenzją albumów Iron Maiden w Tygodniku Zamojskim. Pracował w lubelskich rozgłośniach radiowych Centrum, Puls i Top, a także w kieleckiej rozgłośni TAK. Był korespondentem Programu 3 Polskiego Radia oraz Informacyjnej Agencji Radiowej. Był redaktorem Polskiego Radia dla Zagranicy. W 2017 roku startował w konkursie na prezesa Polskiego Radia i znalazł się w jego finale.
Autor pięciu tomików wierszy (ostatni tomik "Zaklinator" z 2019 roku). Jego wiersze ukazywały się w ponad trzydziestu antologiach takich jak: „Napisać swój świat”, "Zamość", „Harmonia Dusz”, „Piękni Ludzie” czy "Antologia Poetów Polskich". Drukował dla prasy polskiej i emigracyjnej. Od 2005 roku przebywał w Dublinie. Jego wiersze były tłumaczone w wielu językach. Jest w trakcie tworzenia zbioru wierszy „JednoCzas” oraz muzyczno-poetyckiego audiobooku „Czuwanie w JednoCzasie” z udziałem muzyków formacji Anima Libera oraz PhotoSonic Orchestra. W 2020 ukończył swoją pierwszą powieść „Zdychanie głupca”, która czeka na premierę. Jego wiersz "Królestwo Bezprzestrzenne" otrzymał Nagrodę Wiersz Roku 2023.
W latach 2005–2006 był redaktorem naczelnym tygodnika „Strefa Eire”, a następnie w latach 2006-2008 miesięcznika „Wyspa”. Od 2008 do 2012 był redaktorem Tygodnika "Kurier Polski". Wydawca i prezenter programu „Polska Tygodniówka” w dublińskiej rozgłośni NEAR oraz "Irlandzka Polska Tygodniówka" w Studio Dublin. W latach 2014–2016 był redaktorem naczelnym i dyrektorem Twojego Radia Dublin. Korespondent Tygodnika „Przegląd” oraz Dwutygodnika „Praca i Życie za Granicą”. Twórca artykułów dla portalu internetowego Interia.pl oraz wPolityce.pl. Współpracuje nie tylko z mediami polskimi, ale także irlandzkimi i brytyjskimi. Autor recenzji płytowych i wywiadów dla wielu polskich portali internetowych. Autor sześciu artykułów naukowych, m.in. na UMCS i Uniwersytecie Gdańskim, z pogranicza literatury, mediów i antropologii środków masowego przekazu.